# Gods and Generals (film)
Pour les articles homonymes, voir Gods and Generals.
Pour plus de détails, voir Fiche technique et Distribution.
Gods and Generals est un film américain sur la guerre de Sécession réalisé par Ronald F. Maxwell, sorti en 2003.

## Synopsis
Le film raconte les faits qui se sont produits d'avril 1861 au 10 mai 1863 avec la mort du général Thomas J. « Stonewall » Jackson avant la bataille de Gettysburg qui a eu lieu du 1er au 3 juillet 1863, présentée dans le précédent film du même réalisateur, Gettysburg, sorti en 1993.

## Fiche technique
- Titre : Gods and Generals
- Réalisation : Ronald F. Maxwell
- Scénario : Ronald F. Maxwell, d’après le livre Gods and Generals de Jeff Shaara
- Musique : John Frizzell et Randy Edelman
- Producteurs : Moctesuma Esparza, Robert Katz, Ted Turner, Mace Neufield et Robert Rehme
- Production : Ted Turner Pictures
- Distribution : Warner Bros. Pictures
- Genre : Biopic et drame
- Durée : 214 minutes
- Date de sortie : 
  - États-Unis : 21 février 2003

## Distribution
- Stephen Lang (VQ : Éric Gaudry) : lieutenant-général « Stonewall » Jackson
- Jeff Daniels (VQ : Carl Béchard) : lieutenant-colonel Joshua Lawrence Chamberlain
- Robert Duvall (VQ : Hubert Fielden) : général Robert E. Lee
- C. Thomas Howell (VQ : François L'Écuyer) : sergent Thomas Chamberlain
- Donzaleigh Abernathy : Martha
- Mark Aldrich
- George Allen : officier confédéré
- Brian Mallon : Maj. Gen. Winfield S. Hancock
- Keith Allison
- Royce D. Applegate : général de brigade James L. Kemper
- Bruce Boxleitner : lieutenant-colonel James Longstreet
- Shane Callahan
- Billy Campbell (VQ : Alain Zouvi) : major George Pickett
- David Carpenter
- John Castle
- Scott Cooper
- Kevin Conway (VQ : Benoît Rousseau) : sergent Buster Kilrain
- Jeremy London : capitaine Alexander « Sandie » Pendleton
- Carsten Norgaard : major général Darius Nash Couch
- Joseph Fuqua : Maj. Gen. J.E.B. Stuart
- Patrick Gorman : Maj. Gen. John Bell Hood
- James Patrick Stuart : Col. E. Porter Alexander

## Autour du film
Une version Director’s cut du film, de 280 minutes (4 h 40), est sortie en disque Blu-ray le 24 mai 2011.
Parmi les séquences supplémentaires figure une scène où Joshua Chamberlain et sa femme Fanny assistent à une représentation de Jules César. John Wilkes Booth, le futur assassin du président Abraham Lincoln, y tient le rôle de Brutus. Après la fin de la pièce, Chamberlain et sa femme discutent avec Booth et les autres acteurs. Une autre scène coupée montre Booth jouant Macbeth à Washington alors que Lincoln est dans le public. Lorsqu’il déclame la célèbre tirade du « poignard imaginaire », il regarde directement Lincoln.
Vue essentiellement des points de vue de Jackson et Chamberlain dans la version courte, la bataille d’Antietam est entièrement montrée dans la version Director’s cut.

## Bande originale
La chanson ’Cross the Green Mountain, écrite et interprétée par Bob Dylan, a été nommée pour le Satellite Award de la meilleure chanson originale lors des Satellite Awards 2004. Elle a plus tard été incluse dans la compilation The Bootleg Series Vol. 8: Tell Tale Signs.